# 张玉麟 (1899年)
张玉麟（1899年—1975年9月11日），江苏宜兴人，字道镕，别号隐泉。中华民国政治人物。

## 生平
早年就读于私立彭城中学，毕业后考入南京的江苏法政专校。历任江宁、如皋、泰县、宜兴、吴县承审员。1929年2月至1933年6月，担任浙江玉环县县长，任内主要负责剿匪和缉毒，政绩优秀，之后担任平阳、乐清县长兼军法官。1935年8月，中央公务员惩戒委员会收到浙江省政府送请审议浙江玉环县县长卢云琛，以及前任县长张玉麟失职案。并认为县府书记官应承宗吸食鸦片、张玉麟对其属员吸烟失于察觉，但并未对张玉麟进行处罚议决。1937年，后任国民党河南省党部书记长、代理主任委员。1944年3月，担任江苏省政府委员。1947年7月，出任浙江省政府新闻处长。1948年辞去公职，在上海执律师业。后去台湾，仍担任律师。1963年，创立江苏文献社，并担任社长。1975年9月11日去世於美國加州。